# 630
630 (DCXXX) fue un año común comenzado en lunes del calendario juliano, en vigor en aquella fecha.

## Acontecimientos
- En abril, el rey niño sasánida Ardacher III es asesinado con solo nueve años por quien será su sucesor, Sharvaraz. Este es apresado en batalla y muere en junio siendo sucedido por la reina Boran.
- Mahoma regresa a La Meca. Queda transformada en el centro de piedad del mundo islámico.

## Nacimientos
- 7 de noviembre: Constante II, emperador bizantino.
- Sigeberto III, rey franco merovingio de Austrasia.

## Fallecimientos
- 27 de abril: Ardacher III, rey persa de la dinastía sasánida.
- 9 de junio: Sharvaraz, rey sasánida.